# Атротаксис
Атротаксис (лат. Athrotaxis) — растение; род семейства Кипарисовые, единственный представитель подсемейства Атротаксисиевые. Ранее относился к семейству Таксодиевые, был единственным родом последнего, произрастающим в Южном полушарии.

## Распространение и среда обитания
Ареал атротаксиса — дождевые леса умеренного климата западной части Тасмании, обычно горные районы 900—1300 м над уровнем моря.

## Ботаническое описание
Атротаксисы — реликты, произраставшие ещё в лесах Гондваны. Это средней высоты деревья (10—30 м, редко — до 40 м) с диаметром ствола до 1,5 м и конусовидной кроной.
Длина хвои 3—14 мм, диаметр шишек до 3 см с 15—35 чешуйками в каждой до пяти семян.
В лесах встречались деревья, возраст которых оценивается в 2000 лет.

## Ботаническая классификация
По информации базы данных The Plant List (на июль 2016) род включает 3 вида:
- Athrotaxis cupressoides D.Don — Атротаксис кипарисовый, с малыми «листьями» и шишками.
- Athrotaxis selaginoides D.Don — Атротаксис остистый, с крупными «листьями» и шишками.
- Athrotaxis × laxifolia Hook. — Атротаксис кипарисовый считается естественным гибридом первых двух видов.

## Хозяйственное значение и применение
Атротаксис разводят в садах и дендрариях в условиях, схожих с тасманийским климатом, как декоративное дерево (район Сиэтла и Ванкувера, Британские острова, Новая Зеландия и пр.).